# Cantab.
Cantab, meist in der Form (Cantab.) ist ein Zusatz, der von Absolventen, selten auch Studenten, der University of Cambridge nach dem akademischen Titel (zum Beispiel MA oder PhD) geführt wird. Die Abkürzung steht für das Adjektiv Cantabrigiensis und ist von der lateinischen Namensform für Cambridge, Cantabrigia, abgeleitet. Die Verwendung von akademischen Zusätzen ist auch bei anderen renommierten Universitäten im englischsprachigen Raum üblich.
Die Abkürzung wurde zeitweise auch für ein Studentenmagazin der Universität verwendet. Sie ist zudem als Akronym für eine dort entwickelte Software zur Durchführung kognitiver Tests in Gebrauch. Des Weiteren haben verschiedene Internetseiten mit Bezug zu dieser Alma Mater den Begriff in ihrer Adresse. Auch eine alte englische Hunderasse führte den Begriff im Namen.
Während des Zweiten Weltkriegs nutzten britische Elektroingenieure und Kryptoanalytiker um Alan Turing im etwa 60 km westlich von Cambridge gelegenen Bletchley Park „CANTAB“ als Decknamen für die nach Turing benannte elektromechanische „Knackmaschine“, die dort zum Brechen der deutschen Enigma-Verschlüsselung diente.